# Gele vliegenvanger
De gele vliegenvanger (Kempiella griseoceps synoniem: Microeca griseoceps) is een zangvogel uit de familie Petroicidae (Australische vliegenvangers).

## Verspreiding en leefgebied
Deze soort komt voor in Nieuw Guinea en Australië en telt drie ondersoorten:
- K. g. occidentalis: van noordwestelijk tot het noordelijke deel van Centraal-Nieuw-Guinea.
- K. g. griseoceps: zuidelijk en zuidoostelijk Nieuw-Guinea.
- K. g. kempi: Kaap York in het uiterste noordoosten van Australië.

## Status
De grootte van de populatie is niet gekwantificeerd maar de soort wordt omschreven als schaars. Op de Rode lijst van de IUCN heeft deze soort de status niet bedreigd.